# روجا إجناتوفا
روجا إجناتوفا (البلغارية: Ружа Игнатова) (من مواليد 30 مايو 1980) محتالة بلغارية ألمانية مدانة. اشتهرت بأنها مؤسسة مخطط بونزي المعروف باسم ون كوين ، والذي وصفته صحيفة ذا تايمز بأنه «أحد أكبر عمليات الاحتيال في التاريخ». كانت موضوع سلسلة مدونة الصوتية بعنوان العملة المعماة المفقودة في بي بي سي 2019 
منذ عام 2017، كانت إجناتوفا هاربة من مختلف وكالات إنفاذ القانون الدولية. في أوائل عام 2019، وجهت إليها السلطات الأمريكية اتهامات غيابية بتهمة الاحتيال الإلكتروني والاحتيال في الأوراق المالية وغسيل الأموال. تمت إضافتها إلى قائمة العشرة الأكثر طلبا لمكتب التحقيقات الفدرالي.

## النشأة والتعليم
ولدت في روسه، بلغاريا، عام 1980  لعائلة من الروما، وهاجرت إلى ألمانيا مع عائلتها عندما كانت في العاشرة من عمرها، وقضت جزءًا من طفولتها في شرامبرج في ولاية بادن فورتمبيرغ. عام 2005، حصلت على درجة الدكتوراه في القانون الدولي الخاص من جامعة كونستانس في مجال أطروحة الفن. 5 عدد 1 EuGVO - Chancen und Perspektiven der Reform des Gerichtsstands am Erfüllungsort ، الذي يناقش lex reasonae في تعارض القوانين. وبحسب ما ورد عملت أيضًا في شركة ماكنزي.

## أنشطة إجرامية

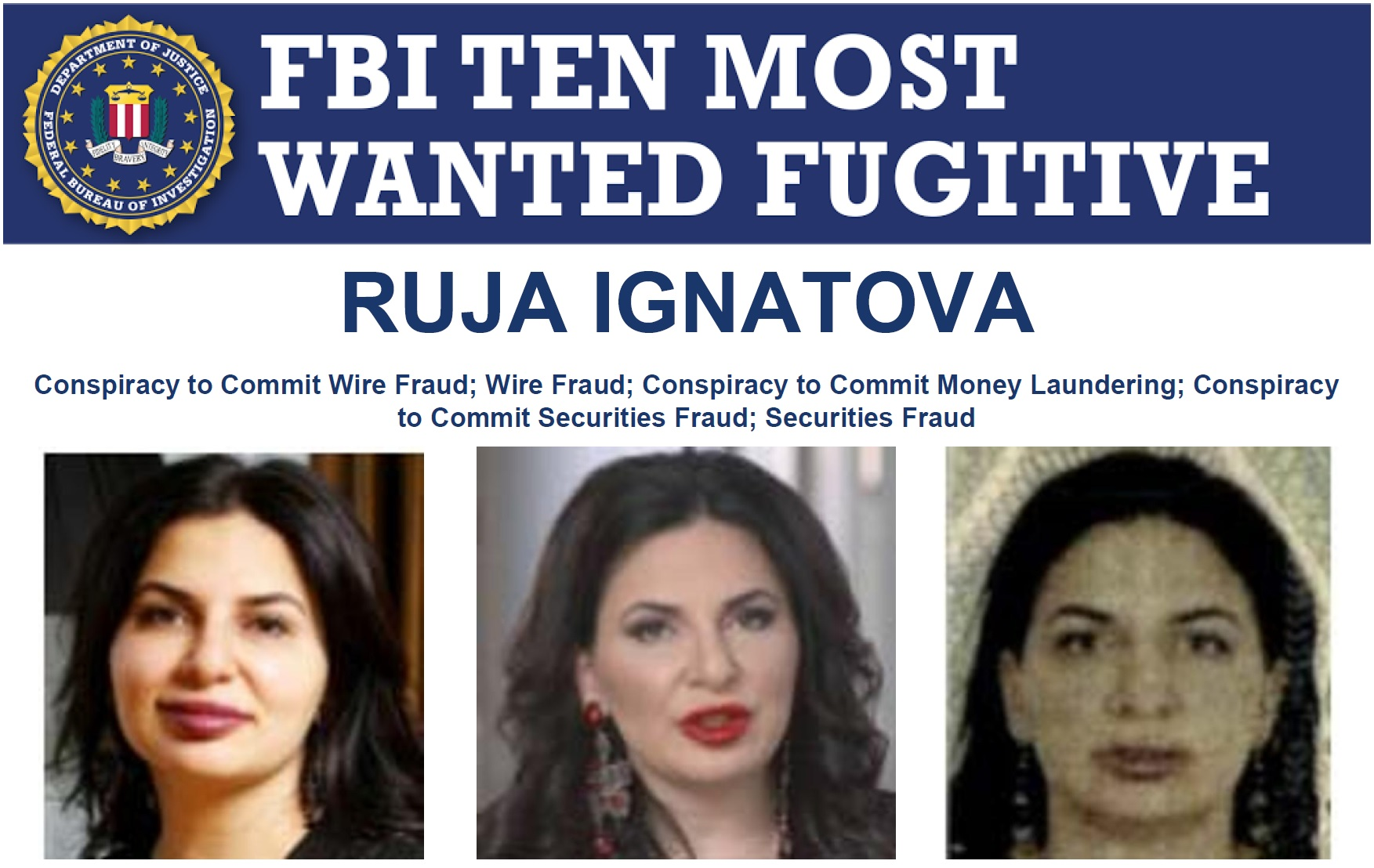
ملصق من FBI عن روجا إجناتوفا

عام 2012، أُدينت بتهمة الاحتيال في ألمانيا فيما يتعلق باستحواذها هي ووالدها بلامين إجناتوف على شركة أُعلنت بعد ذلك بوقت قصير إفلاسها في ظروف مريبة؛ وحُكم عليها بالسجن 14 شهرًا مع وقف التنفيذ.
عام 2013، شاركت في عملية احتيال تسويقية متعددة المستويات تسمى BigCoin.
عام 2014، أسست سلسلة بونزي يسمى ون كوين. في 25 أكتوبر / تشرين الأول 2017 أو نحو ذلك، استقلت طائرة تابعة لشركة رايان إير من صوفيا إلى أثينا باليونان واختفت. عام 2019، أقر شقيقها كونستانتين إجناتوف بالذنب في جرائم الاحتيال وغسيل الأموال فيما يتعلق بالمخطط.
عام 2022، أكدت الشرطة في ألمانيا تحقيقًا مع «محامٍ من نيو آيزنبرغ» في قضية غسيل أموال محتملة: تحويل إجناتوفا 7.69 مليون يورو إلى أحد حساباته الخاصة عام 2016. في يناير 2022 فتشت الشرطة الشقق والمكاتب في ويلبورغ وبادن بادن وفرانكفورت أم ماين وباد هومبورغ ونيو إيزنبرغ وفايهينغن.
في مايو 2022، أضاف اليوروبول إجناتوفا إلى قائمة المطلوبين. في 30 يونيو 2022، أضاف مكتب التحقيقات الفيدرالي إجناتوفا إلى قائمة FBI العشرة المطلوبين من الهاربين، في مؤتمر صحفي مشترك مع IRS للتحقيق الجنائي ومكتب المدعي العام للولايات المتحدة في المنطقة الجنوبية لنيويورك، حيث عرض مكافأة تصل إلى 100000 دولار للحصول على معلومات. مما أدى إلى اعتقالها.

## الحياة الشخصية
تزوجت إغناتوفا من محامي ألماني، وأنجبت منه ابنة عام 2016.

## انظر ايضا
- قائمة العشرة الأكثر طلبا لمكتب التحقيقات الفدرالي

## روابط خارجية
- ملكة التشفير المفقودة في بي بي سي ساوندز

قالب:FBI Ten Most Wanted Fugitives by year